# Liste der Monuments historiques in Baugé-en-Anjou
Die Liste der Monuments historiques in Baugé-en-Anjou führt die Monuments historiques in der französischen Gemeinde Baugé-en-Anjou auf.

## Liste der Bauwerke
| Bezeichnung                 | Beschreibung                  | Standort     | Kennzeichnung | Schutzstatus | Datum | Bild           |
| --------------------------- | ----------------------------- | ------------ | ------------- | ------------ | ----- | -------------- |
| Schloss Baugé               | Erbaut im 15. Jahrhundert     | Baugé (Lage) | PA00108956    | Classé       | 1961  | weitere Bilder |
| Kirche St-Pierre-St-Laurent | Erbaut im 16./17. Jahrhundert | Baugé (Lage) | PA00108957    | Classé       | 1979  | weitere Bilder |

## Liste der Objekte
- Monuments historiques (Objekte) in Baugé in der Base Palissy des französischen Kultusministeriums
- Monuments historiques (Objekte) in Bocé in der Base Palissy des französischen Kultusministeriums
- Monuments historiques (Objekte) in Cheviré-le-Rouge in der Base Palissy des französischen Kultusministeriums
- Monuments historiques (Objekte) in Clefs in der Base Palissy des französischen Kultusministeriums
- Monuments historiques (Objekte) in Cuon in der Base Palissy des französischen Kultusministeriums
- Monuments historiques (Objekte) in Fougeré (Maine-et-Loire) in der Base Palissy des französischen Kultusministeriums
- Monuments historiques (Objekte) in Le Vieil-Baugé in der Base Palissy des französischen Kultusministeriums
- Monuments historiques (Objekte) in Montpollin in der Base Palissy des französischen Kultusministeriums
- Monuments historiques (Objekte) in Pontigné in der Base Palissy des französischen Kultusministeriums
- Monuments historiques (Objekte) in Saint-Martin-d’Arcé in der Base Palissy des französischen Kultusministeriums
- Monuments historiques (Objekte) in Saint-Quentin-lès-Beaurepaire in der Base Palissy des französischen Kultusministeriums
- Monuments historiques (Objekte) in Vaulandry in der Base Palissy des französischen Kultusministeriums